# Théodore Girardet
Théodore-Octave Girardet (* 22. September 1861 in Versailles; † 29. Januar 1935 in Sainte-Maxime) war ein französischer Zeichner, Holzschneider und Graphiker.
Théodore Armand Girardet entstammte einer Schweizer Hugenottenfamilie von Kupferstechern und Malern. Sein Vater Paul Girardet war Kupferstecher. Seine Brüder Jules, Eugène, Léon und Paul Armand sowie seine Schwester Julia Antonine wurden ebenfalls Künstler.
Er studierte Malerei an der École des Beaux-Arts in Paris bei Alexandre Cabanel, entschied sich dann aber für die Holzschneiderei und trat in das Atelier von Eugène Froment ein; auch war er Schüler von Auguste Trichon. Er ließ sich in Paris nieder und spezialisierte sich in seinem eigenen Atelier auf Holzschnittillustrationen für Zeitungen und Zeitschriften wie Le Monde illustré, L’Illustration und Le Tour du Monde; oft als Reproduktionen nach Entwürfen seines Schwagers Eugène Burnand oder anderer seiner Verwandten. Sein Atelier war auch für die Werbebranche tätig, was ihn zu einem beträchtlichen Wohlstand führte.